# リーハイ大学
リーハイ大学（Lehigh University）は、アメリカ合衆国ペンシルバニア州ベスレヘムに立地する私立大学である。リーハイ大学は、ヒドゥン・アイビーの大学の一つに数えられる。

## 概略
1865年創立の私立大学である。もともとは男子校だったが、1971年に共学化が行われ、現在は女子学生が約43％を占めている。5000人程度と小規模な大学のため、日本での知名度は高くはないが、大学の合格率は約25％と難易度は高く、U.S.Newsの発表する全米大学ランキング（National Universities Rankings）では2015年に全米47位にランクしている。2015年の合格率は25.5％。2015年のQS世界大学ランキングでは501-550位にランクしている。
工学部は全米トップクラス。全米で人気の高い優秀校の一つで「学習と実社会は密接に関連する」との考え方から、最先端の学問研究と現場での経験を共に重視する教育を実践している。140を越える学生のクラブや団体、約25の大学対抗スポーツの存在も、社会とのつながりを重視する校風の現われの一つ。

## 著名な出身者
主要記事：w:List of Lehigh University alumni
- アリ・ヌアイミ：サウジアラビアの石油鉱物資源大臣、サウジアラムコ最高経営責任者
- リー・アイアコッカ：フォード社元社長、クライスラー社元会長
- マット・マクブライド：プロ野球選手。MLBのオークランド・アスレチックス所属。
- C・J・マッカラム：バスケットボール選手。NBAのニューオーリンズ・ペリカンズ所属。